# بلشون أبيض البطن
بلشون أبيض البطن (Ardea insignis) ويسمى أيضاً باسم البلشون الإمبراطوري هو نوع من طيور البلشون المتواجد في شرق الهند وفي منطقة الهملايا وبنغلادش وبورما وبوتان وأيضاً بشكل قليل في نيبال، غالباً ما يكون لونه رمادي مع حلق ومناطق سفلية بيضاء، يظهر هذا الطير في المناطق العشبية وفي الجداول والأنهار والمستنقعات وتعتبر من الأنواع المهددة بخطر الإنقراض الأقصى.